# Tachi

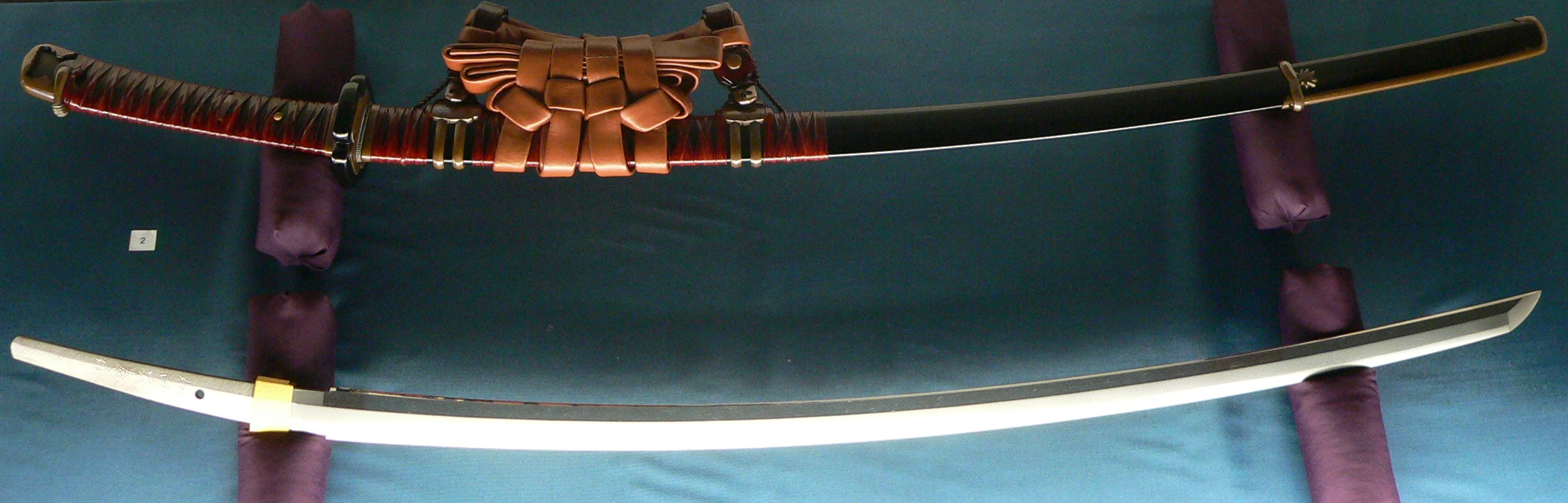
Espada tachi exposta junto a sua característica lâmina.

A tachi (太刀:たち) é uma espada japonesa, conhecida por ser mais curvada e ligeiramente mais longa do que a katana.

## História

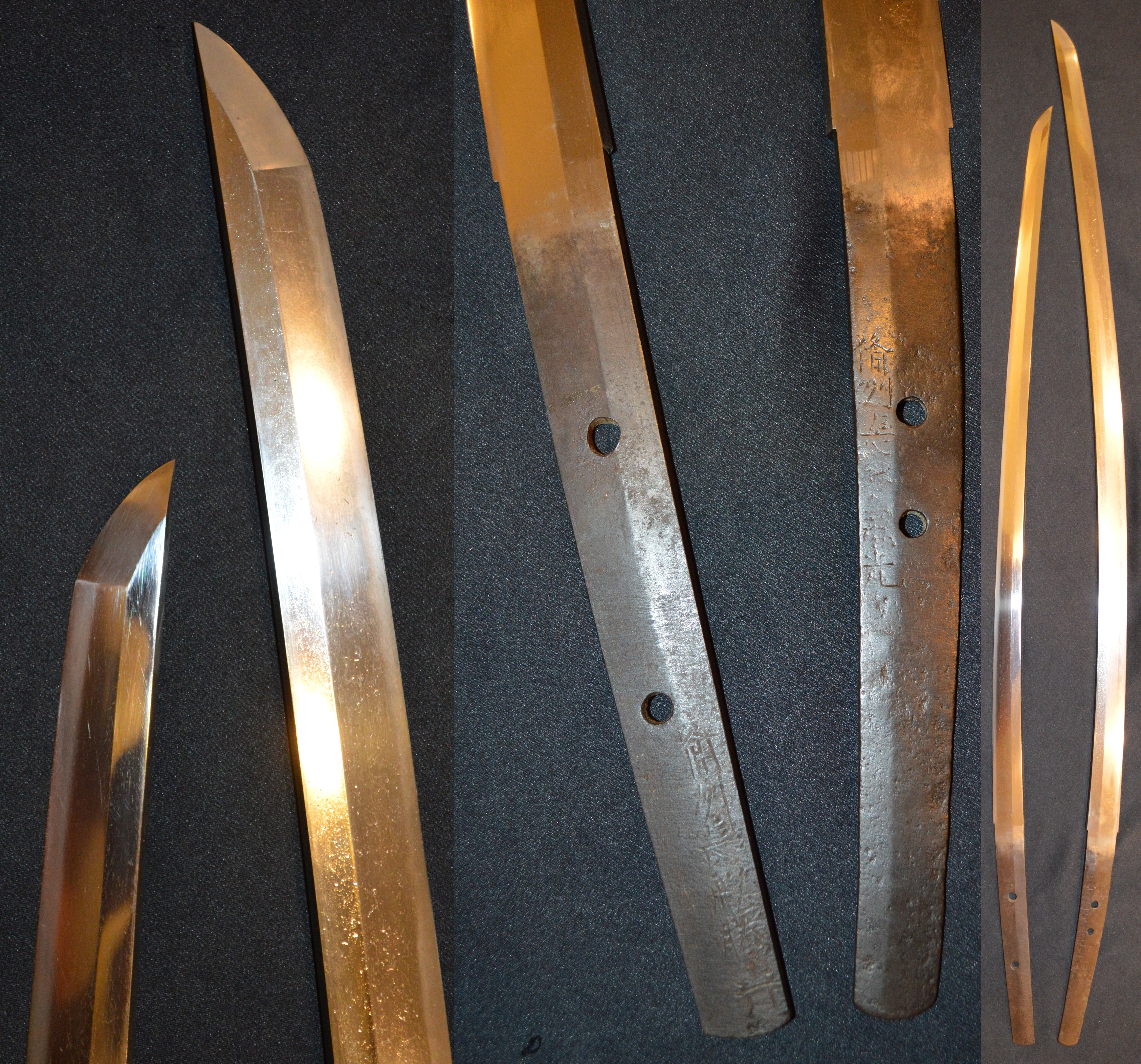
Comparação entre uma katana (esquerda) e tachi (direita). A assinatura (mei) na tanga tachi foi inscrita de tal forma que sempre seria do lado da espinha voltada para fora quando uma ou outra espada estava desgastada.

A produção de espadas no Japão é dividida em períodos de tempo específicos:
- Jōkotō (espadas antigas, até cerca de 900)
- Kotō (espadas antigas de 900-1596)
- Shintō (novas espadas 1596-1780)
- Shinshintō (novas novas espadas 1781-1876)
- Gendaitō (espadas modernas 1876-1945)[1]
- Shinsakutō (espadas recentemente feitas 1953-presente)[2]

Essas espadas começaram a surgir no Período Heian (794-1184), quando houve um grande avanço nas técnicas do trabalho com metal no Japão.Nesta época, foi criado o método de forjar uma espada com a superfície exterior dura e o núcleo macio e as peças passaram a receber inscrições.  Foi a partir da fabricação das tachi que a espada japonesa ganhou identidade própria e nacional, passando a adquirir a curvatura característica das nihonto (espada japonesa) mais conhecidas, dando um salto em qualidade e se afastando dos modelos tradicionais chineses.
Entretanto com as invasões mongóis ao Japão no século XIII, a lâmina da tachi se mostrou um pouco ineficiente perante as armaduras inimigas, fator decorrente da sua grande curvatura. Além disso, ela não poderia ser reparada quando quebrada. Era preciso então, desenvolver outro tipo de espada. Deu-se então gradualmente a origem da katana.
Com o tempo esse tipo de espada foi entrando em desuso  e poucas lâminas originais sobreviveram até os dias de hoje.

## Características
A Tachi era amarrada ao obi de forma diferente da katana – com a base para baixo - por ser utilizada principalmente pela cavalaria.
Projetada para desferir golpes de baixo para cima, a tachi possui em média uma lamina de 78cm de comprimento embora tenham sido fabricadas algumas com até 2,2m de lâmina (odachi), utilizada apenas em cerimoniais.